# Peridroma purpurascens
Peridroma purpurascens är en fjärilsart som beskrevs av Embrik Strand 1921. Peridroma purpurascens ingår i släktet Peridroma och familjen nattflyn. Inga underarter finns listade i Catalogue of Life.